# Больста
Больста (швед. Bålsta) — місто та адміністративний центр комуни Гобу, лен Уппсала, Швеція з 13 138 жителями (2015).
Хоча місто не належить до лену Стогольм, але воно є північно-західним кінцевим пунктом Стокгольмської приміської залізниці. Багато жителів їздять до Стокгольму. Подорож займає 40 хвилин приміським потягом та менше ніж 30 хвилин міжміським потягом. Лассе Оберг, відомий шведський актор та музикант, живе в Больсті та відкрив музей тут.
Хоча Больста є досить малим містом, тут розташовані багато організацій та центрів діяльності, як-от хокейна арена та торговий центр.

## Відомі люди
- Маркус Нільсон — шведський хокеїст, що грав за Флорида Пантерс та Калгарі Флеймс.